# Lviv Open
Lvív Ópen — міжнародний англомовний дебатний турнір, вперше організований Федерацією дебатів України в рамках проекту «Англомовні дебати для України» у 2015 році. Даний проект став переможцем відкритого конкурсу проектів Міністерства молоді та спорту України. Турнір проходить по британському формату парламентських дебатів.
В турнірі взяли участь члени різних дебатних клубів України.
|                            | 2015                                                          | 2017                                                                   |
| -------------------------- | ------------------------------------------------------------- | ---------------------------------------------------------------------- |
| Місце проведення           | Львівський національний університет ім Івана Франка           | Національний університет «Львівська Політехніка»                       |
| Головний суддя             | Karolina Partyga (Great Britain)                              | Dan Lahav (Israel)                                                     |
| Заступники головного судді | Ilya Androsov (Russia)                                        | Dawid Batrkowiak (Poland)                                              |
| Кількість команд           | 20                                                            | 36                                                                     |
| Кількість іноземних команд | 4 (Poland)                                                    | 16 (Poland, Lithuania, Czech Republik, Belorussia, Russia, Tajikistan) |
| Команда переможець         | Weronika Mincewicz-Podrecka and Alexander Stachurski (Poland) | Filip Vytrisal and Petr Gongala (Czech Republik)                       |
| Топ спікер турніру         | Mateusz Węc (Poland)                                          | Petr Gongala (Czech Republik)                                          |
| Кращий суддя турніру       |                                                               | Valdemaras Kac (Lithuania)                                             |

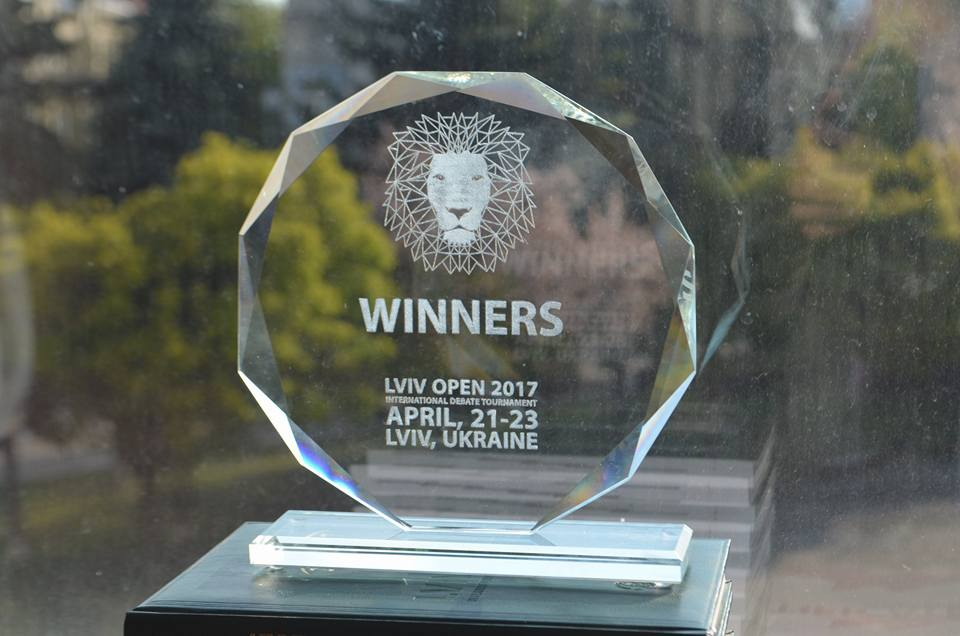
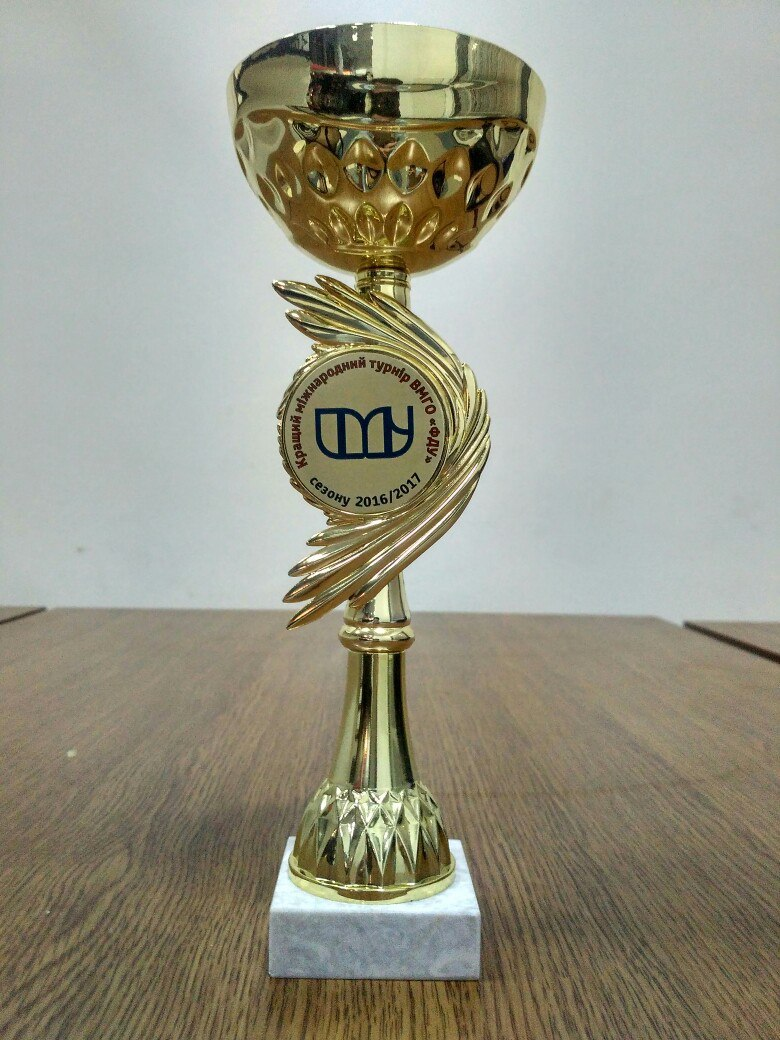

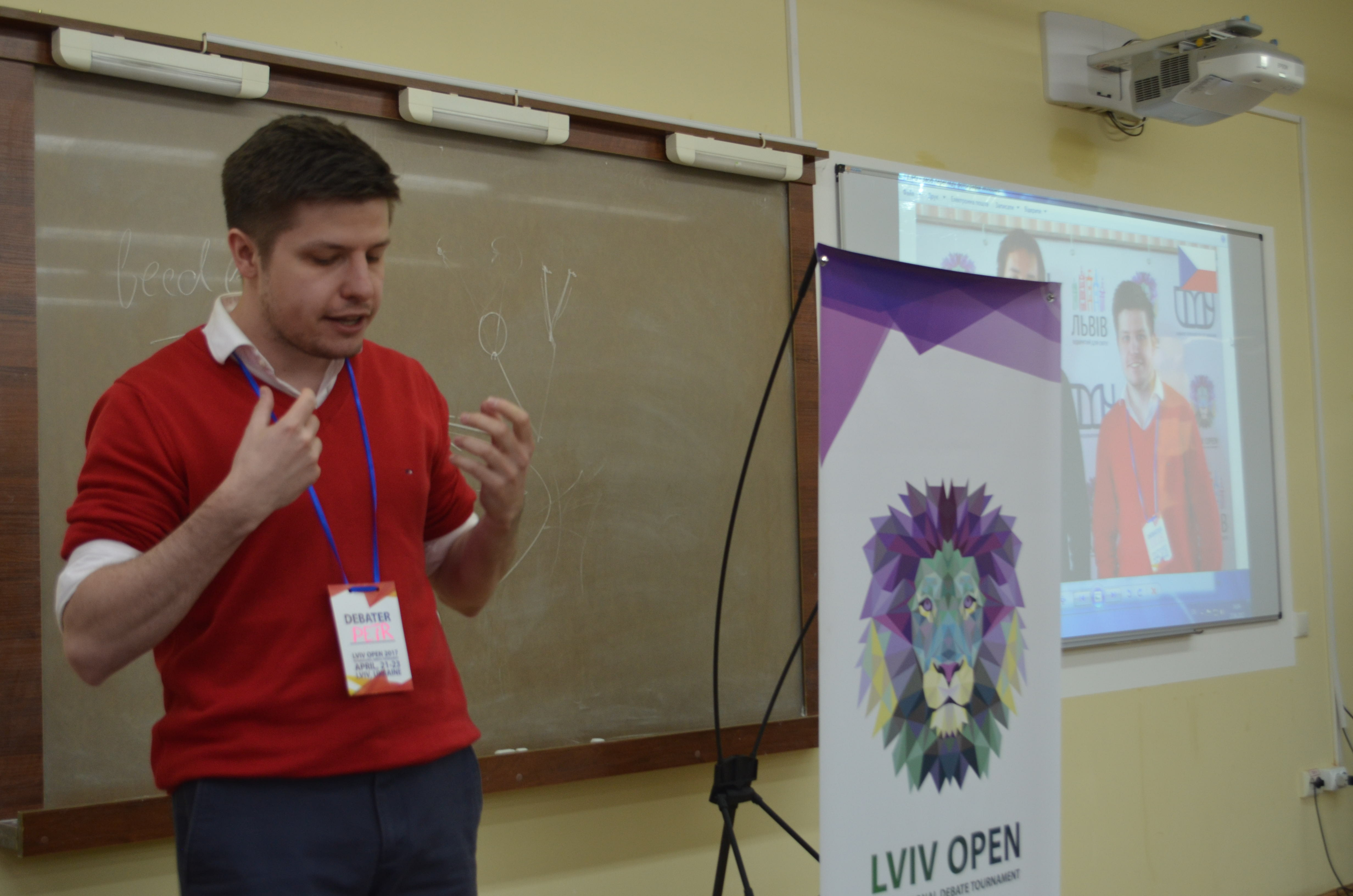

Lviv Open 2017 - визнано кращим міжнародним дебатним турніром України сезону 2016-2017рр.